# Der Fall Grehn
Der Fall Grehn ist ein Kriminalfilm von 1916 der Filmreihe Rat Anheim.

## Handlung
Anheim untersucht den Mord an einem Maler.

## Hintergrund
Die Produktionsfirma war die William Kahn-Film GmbH (Berlin), er hatte eine Länge von fünf Akten. Architekt der Bauten war das Atelier Deutsch, die künstlerische Beratung kam von einem Herr/Frau Wolff. Die Zensur prüfte den Film am 1. Mai 1916. Die Polizei Berlin erließ ein Jugendverbot (Nr. 39394) die Polizei München erlaubte keine Ankündigung als Detektivfilm (Nr. 24705, 24706, 24707, 24708, 24709). Die Uraufführung fand im August 1916 im Tauentzienpalast Berlin statt.